# 156-й зенитно-ракетный полк ПВО Украины
156-й зенитный ракетный полк  (в/ч А-1402, ранее — в/ч 55585, укр. 156-й зені́тний раке́тний Донецький полк) — воинское формирование в составе воздушного командования «Центр» зенитные ракетных войск Воздушных Сил ВСУ. Штаб находится в городе Золотоноша. Вооружён зенитно-ракетными комплексами «Бук-М1».

## История
В 2007 году соединение передислоцировали с Алексеевки Одесской области на восток Украины. Один дивизион расположился в Авдеевке (6 км к северу от Донецка, входит в Донецкую агломерацию), два других были дислоцированы в Луганске и Мариуполе.
20 мая 2008 года 156-му зенитно-ракетном полку было присвоено почётное наименование «Донецкий».
Участие в войне на востоке Украины
6 марта 2014 года два дивизиона были передислоцированы из Авдеевки и Мариуполя в район Мелитополя, для прикрытия границы между Украиной и Крымом (см.аннексия Крыма).
29 июня 2014 года пресс-служба самопровозглашенной Донецкой Народной Республики отчиталась об успешном захвате территории управления полка и одного из его дивизионов.
30 июня 2014 года представитель штаба антитеррористической операции (АТО) Алексей Дмитрашковский заявил, что сепаратистам достались два грузовика и один ЗРК «Бук». На базе в Авдеевке также оставались мобильные трёхкоординатные радиолокационные станции 9С18 М1 «Купол», способные обнаруживать цели на расстоянии до 150 км. В дальнейшем факт захвата вооружения был опровергнут украинской стороной. 
В связи с непосредственной близостью боевых действий, часть было решено передислоцировать в Золотоношу. Последние военнослужащие из военного городка близ Авдеевки были выведены 30 сентября 2014, территория военного городка была передана подразделению «Дикая утка».

## Потери
- 11 июля 2014 года в Северодонецке был убит солдат Борис Козак[укр.].[6] По другим данным он погиб 3 сентября 2014 года в районе н. п. Пески[7]